# Magdalena Tulli
Magdalena Tulli (Varsòvia, 20 d'octubre de 1955) és una novel·lista i traductora polonesa. Debutà com a escriptora l'any 1995 amb Sny i kamienie. El 1995 va rebre el Premi Kościelski per a autors menors de 40 anys. Ha estat finalista cinc vegades al Premi Nike, el guardó literari més prestigiós de la literatura polonesa, per a les seves obres W czerwieni, Tryby, El defecte, Włoskie szpilki i Szum. El 2006 la novel·la Tryby va ser nominada per al Premi Internacional de Literatura IMPAC de Dublín. El 2011 rebé el Premi Literari de Gdynia de prosa per a Włoskie szpilki i el 2012, el premi a la millor novel·la traduïda de la Universitat de Rochester per a W czerwieni. Tulli ha traduït al polonès diversos llibres escrits en francès o italià, incloent-hi A la recerca del temps perdut de Marcel Proust, La giornata d'uno scruttatore d'Italo Calvino o de Fleur Jaeggy. És membre de l'Associació d'Escriptors Polonesos.

## Novel·les
- Sny i kamienie (OPEN 1995, W.A.B., 1999)
- W czerwieni (W.A.B., 1998)
- Tryby (W.A.B., 2003)
- Skaza (W.A.B., 2006),[3] traduïda al català com a El defecte per Guillem Calaforra i Marta Cedro el 2015 amb Raig Verd.[4]
- Magdalena Tulli, Sergiusz Kowalski: Zamiast procesu: raport o mowie nienawiści. Warszawa: W.A.B., 2003. ISBN 8389291584.
- Kontroler snów jako Marek Nocny (Wydawnictwo Nisza, 2007)[5]
- Włoskie szpilki (Wydawnictwo Nisza, 2011)[6]
- Szum (Wydawnictwo Znak, 2014)
- El defecte (Raig Verd, 2016)
- Sabates de taló italià (Raig Verd, 2018)[7]